# Hans Wislicenus
Pour les articles homonymes, voir Wislicenus.
Hans Wislicenus (né le 3 décembre 1864 à Weimar, mort le 13 décembre 1939 à Berlin) est un peintre allemand.

## Biographie
Hans Wislicenus est le troisième des quatre enfants du peintre Hermann Wislicenus. Le conseiller d'amirauté et écrivain naval Georg Wislicenus (de) (1858-1927) et le peintre Max Wislicenus (de) (1861-1957) sont ses frères. En 1896, il épouse sa cousine Lilli Wislicenus-Finzelberg, qui a vécu jusqu'à ses quinze ans chez le maître. En 1898, ils donnent naissance à un fils Hans Hermann qui prendra le nom d'artiste de Jean Visly.
De 1882 à 1889, Hans Wislicenus étudie à l'académie des beaux-arts de Düsseldorf. Il poursuit ses études à Paris, auprès d'Eugène Carrière notamment. En 1891, il participe pour la première à l'exposition internationale de Berlin. Les années suivantes, il est souvent à la Grande exposition d'art de Berlin. Il se spécialise dans les portraits de personnalités de la grande bourgeoisie berlinoise pendant le premier tiers du XXe siècle.
Hans Wislicenus repose dans le cimetière de Wilmersdorf auprès de ses parents. La tombe est décorée d'une pleureuse créée en 1910 par Lilli Wislicenus-Finzelberg.